# Junkers Ju 160
Junkers Ju 160 je bilo enomotorno propelersko šestsedežno potniško letalo, ki so ga razvili iz Ju 60. Deutsche Lufthansa je imela 21 letal, ki jih je uporabljala od leta 1935 pa do začetka 2. svetovne vojne. Letalo je imelo nizkonamečeno kantilever krilo in uvlačljivo pristajalno podvozje.

## Specifikacije (Ju 160)
Podatki iz German Aircraft of the Second World War
Splošne karakteristike
- Posadka: 2
- Število sedežev: 6 potnikov
- Dolžina: 12,0 m (39 ft 4½)
- Razpon kril: 14,32 m (46 ft 11¾)
- Višina: 4,0 m (13 ft  in)
- Površina kril: 34,8 m² (375 ft²)
- Teža praznega letala: 2320 kg (5114 lb)
- Naložena teža: 3450 kg (7606 lb)
- Pogon letala: 1 ×  BMW 132A zvezdasti motor , 490 kW (657 KM)

 Zmogljivost 
- Maks. hitrost: 340 km/h (211 mph, 184 kn)
- Potovalna hitrost: 315 km/h (196 mph, 170 vozlov)
- Doseg: 1200 km (745 milj na 6200 ft)
- Višina leta: 5200 m (17060 ft)
- Obremenitev kril: 66,7 kg/m² (20,3 lb/ft²)
- Razmerje moč/teža: 0,14 kW/kg (0,086 KM/lb)
- Čas leta: 3 ure 12 min